# علف‌های شناور
علف‌های شناور (به ژاپنی: 浮草 Ukigusa) (انگلیسی: Floating Weeds) فیلمی درام به کارگردانی یاسوجیرو ازو محصول سال ۱۹۵۹ است. از بازیگران آن می‌توان به ماچیکو کیو، آیاکو واکائو، چیشو ریو و هاروکو سوگیمورا اشاره کرد. فیلم بازآفرینی فیلمی قدیمی و صامت از خود ازو به نام داستان علف‌های شناور است که سال ۱۹۳۴ ساخته بود.
علف‌های شناور تحسین جهانی منتقدان را برانگیخت و اکنون از برترین فیلم‌های ازو به‌شمار می‌رود.